# Eslovaquia en el Festival de la Canción de Eurovisión 2010

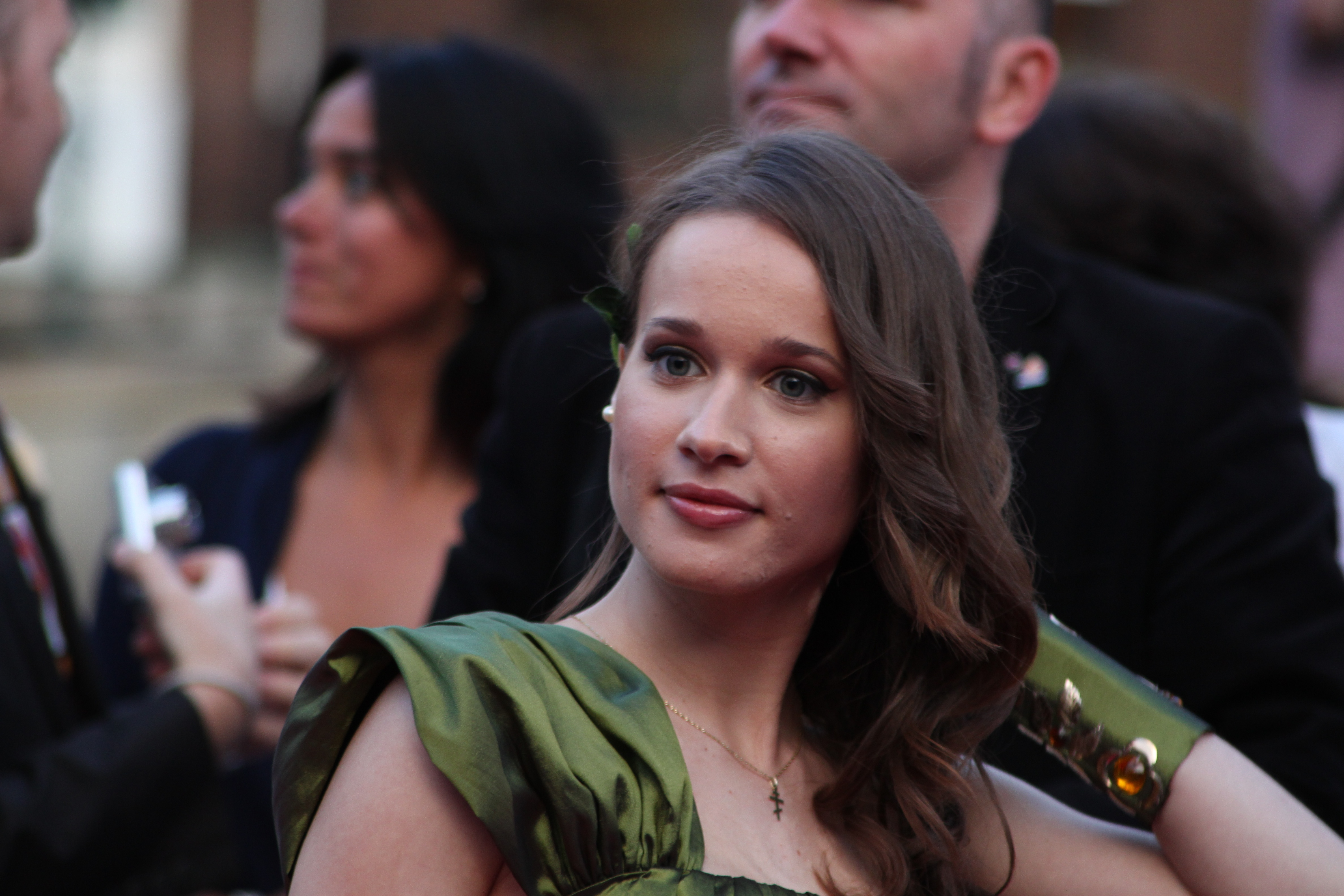
La artista Kristína Peláková en una alfombra roja, representante de Eslovaquia en Eurovisión 2010 con la canción Horehronie.

Eslovaquia participará por quinta vez en el Festival de la Canción de Eurovisión 2010. El 28 de marzo de 2010, el país confirmó su participación en el festival de 2010 aún sin saber el resultado en Moscú. La televisión nacional eslovaca, STV, ha anunciado que la búsqueda de su representante empezará nada más el festival de 2009 finalice. Tras los 8 puntos conseguidos por Kamil Mikulčík & Nela Pocisková, con la canción Let Tmou, en la segunda semifinal en Moscú el país deberá pasar por una de las dos semifinales del concurso.